# Antoine Nduwayo
Antoine Nduwayo (ur. 1942) – burundyjski ekonomista i polityk, w latach 1995–1996 premier Burundi.
Należy do grupy etnicznej Tutsi, jest członkiem Unii na rzecz Postępu Narodowego. 22 lutego 1995 powołany na stanowisko premiera przez prezydenta Sylvestre Ntibantunganyę, wywodzącego się z Hutu i chcącego powstrzymać Tutsich przed walkami z jego władzą. Nduwayo uchodził bowiem za „twardogłowego” polityka. Złożył rezygnację 31 lipca 1996, wkrótce po wojskowym przewrocie.